# Struthisca hygropis
Struthisca hygropis is een vlinder van de familie van de zakjesdragers (Psychidae). De wetenschappelijke naam van deze soort is voor het eerst voorgesteld als Ctenocompa hygropis door Edward Meyrick in een publicatie uit 1936.
De soort komt voor in Congo-Kinshasa.